# Студенок (річка в Чугуївському районі)
Студенок — річка у Чугуївському районі Харківської області, ліва притока Уди (басейн Дону).

## Опис
Довжина річки 15 км, похил річки — 2,6 м/км. Формується з декількох безіменних струмків та водойм. Площа басейну 75,3 км2.

## Розташування
Студенок бере початок на південно-східній околиці села Кам'яна Яруга. Тече переважно на південний схід через село Василів Хутір і на південно-східній околиці села Есхар впадає у річку Уду, праву притоку Сіверського Донця.